# 茶果嶺海濱公園
茶果嶺海濱公園（英語：Cha Kwo Ling Promenade）位於香港九龍晒草灣偉業街觀塘污水泵房海旁，麗港城第12座及麗港公園對面，於2023年8月24日啟用，屬觀塘行動區「快見成效」項目之一。園景平台由智樂兒童遊樂場協會設計，渠務署負責興建，整個工程項目費用約10.5億元，落成後交由康樂及文化事務署負責管理。
因屬政府管理公園，免費開放，同時設有海濱空間和園景平台，能眺望維港及啟德郵輪碼頭，成為不少家長及小朋友的樂園，公園滑梯和玩水設施最受小朋友歡迎。

## 歷史
茶果嶺海濱公園的前身為觀塘污水泵房，原為茶果嶺海濱公共休憩用地的一部分，預定2030年完工。為了儘快駁通海濱，經過渠務署進行活化工程後，提前7年完成相關工程，並興建面積1.1公頃的園景平台。連同下方的海濱用地，公園面積一共1.8公頃，於2023年8月24日啟用。

## 設計
海濱花園佔地約1.8公頃，設有海濱空間和園景平台。其中園景平台位於觀塘污水泵房上蓋，分為5大區域，以「好玩自然」為設計概念，提供15個遊樂體驗和超過 60 組遊樂設施。平台3成面積為綠化空間。而海濱空間長270米，佔地約0.7公頃，設置為「寵物共享公園」，容許寵物入內。
- 「空氣與大地」主題區：設樂天廣場、風搖搖、旋轉戲場及秘密花園，包括適合輪椅人士使用的「氹氹轉」
- 「大地與空氣」主題區：為2歲以下幼童使用的區域，設施包括草丘及小樹屋等
- 「天空與大地」主題區：設有彈床等遊樂設施
- 「陽光區域」主題區：設有由仿岩石組成的「攀岩陣」，適合3歲或以上兒童使用。同時設有健身器材和彩虹隧道。
- 「水和天空」主題區：設有高8米的「親樹平台」繩網攀爬架，設置噴水裝置，可嬉水的「親水花園」

公園亦考慮到傷健共融的設計，設有嬰幼兒空間和無障礙設施。
公園可連接2023年8月底開放的翠屏河海濱通道及觀塘渡輪碼頭旁的海濱項目，合共長1.7公里。

## 活動
公園會舉辦新興運動，包括芬蘭木棋、健球、足球飛鏢、攤位遊戲和定向打卡位等，讓大眾認識海濱公園和維港六大海濱共享空間。

## 事件
2023年8月28日晚上，海濱公園發生狗隻墮海意外，一隻小型唐狗走到海邊後便不慎坠海，一隻較大型的金毛尋回犬看到後亦立即跳入海。一名熟水性的遛狗女子见状跳海救狗，最後成功將兩狗救上岸，並無大礙。狗主認為公園的欄杆空罅太闊，容易讓寵物或小朋友誤闖海邊。

## 鄰近
- 麗港城
- 麗港公園
- 觀塘海濱長廊(茶果嶺段)
- 茶果嶺寵物公園
- 觀塘污水泵房